# Trockensteher
Als Trockensteher bezeichnet man Milchkühe in der Phase zwischen der vorangegangenen Laktation und der Geburt des folgenden Kalbes. In dieser Zeit kann sich der Organismus der Milchkuh regenerieren. In der Regel beträgt die Trockenstehphase (Trockenperiode) rund sechs bis acht Wochen. Diese Zeit wird in Süddeutschland, der Schweiz und Österreich auch als Galtzeit bezeichnet, Kühe werden galt gestellt.

## Ziele
Zu den Hauptzielen zählen:
- Regeneration der Milchdrüsen auf die nächste Laktation
- Vorbereitung des Verdauungsapparates auf gesteigerte Energieumsätze während der nächsten Laktation
- Optimale Versorgung des sich entwickelnden Kalbes mit Nährstoffen
- Der Erhalt einer optimalen Körperkondition der Kuh.
- Vermeidung bzw. Reduktion von Stoffwechselstörungen wie Ketosen sowie von Infektionskrankheiten.

## Körperliche Veränderungen
Durch das Trockenstellen bildet sich nach rund sechs Wochen ein Keratinpropfen aus, der den Strichkanal verschließt. Zwei Wochen vor der Abkalbung beginnt die Kolostrumbildung. Bei antibiotisch trockengestellten Vierteln sinken zu diesem Zeitpunkt die Konzentrationen der antimikrobiellen Wirkstoffe unter die minimale Hemmstoffkonzentration.

## Vorgehen

### Melkfrequenz
Grundsätzlich werden zwei unterschiedliche Arten praktiziert, das Melken zu beenden:
Zum einen das abrupte Stoppen des Melkens, zum anderen eine Verringerung der Melkfrequenz.

### Antibiotikaeinsatz
Bei eutergesunden Tieren ist ein antibiotisches Trockenstellen nicht sinnvoll. Zum Feststellen des Gesundheitsstatus sind zahlreiche Verfahren verfügbar. Eins davon ist der Schalmtest (auch California Mastitis Test). Dabei wird mithilfe einer Testflüssigkeit die Milch jedes Euterviertels separat untersucht. Anhand von Farbe und Fließfähigkeit des Gemisches schließt man dann auf die Gesundheit. Andere Verfahren arbeiten über Leitfähigkeitsmessungen und bestimmen den Zellgehalt der Milch. Als Grenzwert wird ein Zellgehalt von 200.000 je ml angesehen. Jedoch liegt dann nicht zwangsweise eine Infektion vor.

## Fütterung
Meist wird eine strukturreiche Totale Mischration (TMR) mit weniger Energie gefüttert. Meist ist ein Rückgang der Futteraufnahme in den letzten Tagen vor der Kalbung zu beobachten. Es wird versucht, möglichst Milchfieber zu vermeiden. Ziel dabei ist es, auf Calciumgehalte unter 4 g/kg Trockenmasse zu gelangen, um die Calciummobilisierung der Kuh aus den Knochen zu stimulieren. Die Kationen-Anionen-Bilanz (DCAB) soll einen negativen Wert von −150 meq/kg TM annehmen. Dazu werden möglichst kaliumarme Futtermittel eingesetzt, was vor allem durch eine Reduktion von Grassilage geschieht.
Diskutiert wird zudem der Einsatz folgender Futterzusatzstoffe:
- Propylenglycol
- Hefen insbes. Bierhefe
- geschützte Proteinträger
- geschützte Fette
- Niacin und B-Vitamine
- Puffersubstanzen sowie
- Huminsäuren.

Die Untersuchungsergebnisse sind bei diesen Zusatzstoffen jedoch nicht alle eindeutig, teils sogar konträr.